# Tour de France 1959
Le Tour de France 1959 est la 46e édition du Tour de France, course cycliste qui s'est déroulée du 25 juin au 18 juillet 1959 sur 22 étapes pour 4 358 km.
Le vainqueur est Federico Bahamontes, premier Espagnol à remporter le Tour de France. 

## Généralités
- C'est la dernière participation au Tour de France pour deux anciens vainqueurs, Louison Bobet, qui abandonne lors de la 18e étape, peu après le passage au col de l'Iseran, et Jean Robic, qui est éliminé pour être arrivé hors des délais à Chalon-sur-Saône, terme de la 20e étape.

- C'est la première participation de Roger Rivière, incorporé par Marcel Bidot dans une équipe de France à quatre têtes (Anquetil, Bobet, Géminiani, Rivière).

- Ces quatre leaders ne s'entendent pas dans l'ensemble, sauf pour faire perdre le régional Henry Anglade qui, dans les Alpes, était en position de détrôner le maillot jaune Federico Bahamontes.

- C'est donc Bahamontes qui, grâce à ses talents de grimpeur et compte tenu d'une défaillance de Charly Gaul (vainqueur en 1958) dans l'étape d'Aurillac, emporte ce Tour de France.

- Parmi les révélations de ce Tour, on peut citer, outre le jeune champion de France Henri Anglade, les Français Robert Cazala et Michel Vermeulin qui portent tous deux le maillot jaune.

- C'est durant ce Tour qu'est réalisé au col de l'Iseran le premier direct télévisé retransmis par hélicoptère, le 14 juillet lors de la 18e étape.

## Étapes
| Étape,    | Date             | Villes étapes                                 |                                         | Distance (km)         | Vainqueur d’étape     | Leader du classement général |
| --------- | ---------------- | --------------------------------------------- | --------------------------------------- | --------------------- | --------------------- | ---------------------------- |
| 1re étape | jeu. 25 juin     | Mulhouse – Metz                               | Étape de plaine                         | 238                   | André Darrigade       | André Darrigade              |
| 2e étape  | ven. 26 juin     | Metz – Namur (BEL)                            | Étape de plaine                         | 240                   | Vito Favero           | André Darrigade              |
| 3e étape  | sam. 27 juin     | Namur (BEL) – Roubaix                         | Étape de plaine                         | 217                   | Robert Cazala         | Robert Cazala                |
| 4e étape  | dim. 28 juin     | Roubaix – Rouen                               | Étape de plaine                         | 230                   | Dino Bruni            | Robert Cazala                |
| 5e étape  | lun. 29 juin     | Rouen – Rennes                                | Étape de plaine                         | 286                   | Jean Graczyk          | Robert Cazala                |
| 6e étape  | mar. 30 juin     | Blain – Nantes                                | Contre-la-montre individuel             | 45                    | Roger Rivière         | Robert Cazala                |
| 7e étape  | mer. 1er juillet | Nantes – La Rochelle                          | Étape de plaine                         | 190                   | Roger Hassenforder    | Robert Cazala                |
| 8e étape  | jeu. 2 juillet   | La Rochelle – Bordeaux                        | Étape de plaine                         | 201                   | Michel Dejouhannet    | Robert Cazala                |
| 9e étape  | ven. 3 juillet   | Bordeaux – Bayonne                            | Étape de plaine                         | 207                   | Marcel Queheille      | Eddy Pauwels                 |
|           | sam. 4 juillet   | Bayonne                                       | Jour de repos                           | Journée de repos no 1 | Journée de repos no 1 | Journée de repos no 1        |
| 10e étape | dim. 5 juillet   | Bayonne – Bagnères-de-Bigorre                 | Étape de montagne                       | 235                   | Marcel Janssens       | Michel Vermeulin             |
| 11e étape | lun. 6 juillet   | Bagnères-de-Bigorre – Saint-Gaudens           | Étape de montagne                       | 119                   | André Darrigade       | Michel Vermeulin             |
| 12e étape | mar. 7 juillet   | Saint-Gaudens – Albi                          | Étape de plaine                         | 184                   | Rolf Graf             | Michel Vermeulin             |
| 13e étape | mer. 8 juillet   | Albi – Aurillac                               | Étape de montagne                       | 219                   | Henry Anglade         | Jos Hoevenaars               |
| 14e étape | jeu. 9 juillet   | Aurillac – Clermont-Ferrand                   | Étape de montagne                       | 231                   | André Le Dissez       | Jos Hoevenaars               |
| 15e étape | ven. 10 juillet  | Clermont-Ferrand – Puy de Dôme                | Contre-la-montre individuel en montagne | 13                    | Federico Bahamontes   | Jos Hoevenaars               |
| 16e étape | sam. 11 juillet  | Clermont-Ferrand – Saint-Étienne              | Étape de plaine                         | 210                   | Dino Bruni            | Eddy Pauwels                 |
|           | dim. 12 juillet  | Saint-Étienne                                 | Jour de repos                           | Journée de repos no 2 | Journée de repos no 2 | Journée de repos no 2        |
| 17e étape | lun. 13 juillet  | Saint-Étienne – Grenoble                      | Étape de montagne                       | 197                   | Charly Gaul           | Federico Bahamontes          |
| 18e étape | mar. 14 juillet  | Col du Lautaret – Saint-Vincent d'Aoste (ITA) | Étape de montagne                       | 243                   | Ercole Baldini        | Federico Bahamontes          |
| 19e étape | mer. 15 juillet  | Saint-Vincent d'Aoste (ITA) – Annecy          | Étape de montagne                       | 251                   | Rolf Graf             | Federico Bahamontes          |
| 20e étape | jeu. 16 juillet  | Annecy – Chalon-sur-Saône                     | Étape de plaine                         | 202                   | Brian Robinson        | Federico Bahamontes          |
| 21e étape | ven. 17 juillet  | Seurre – Dijon                                | Contre-la-montre individuel             | 69                    | Roger Rivière         | Federico Bahamontes          |
| 22e étape | sam. 18 juillet  | Dijon – Paris - Parc des Princes              | Étape de plaine                         | 331                   | Joseph Groussard      | Federico Bahamontes          |

## Classements

### Classement général final
| Classement général | Classement général    | Classement général   | Classement général    | Classement général   |
|                    | Coureur               | Pays                 | Équipe                | Temps                |
| ------------------ | --------------------- | -------------------- | --------------------- | -------------------- |
| 1er                | Federico Bahamontes   | Espagne              | Espagne               | en 123 h 46 min 45 s |
| 2e                 | Henry Anglade         | France               | Centre - Midi         | + 4 min 1 s          |
| 3e                 | Jacques Anquetil      | France               | France                | + 5 min 5 s          |
| 4e                 | Roger Rivière         | France               | France                | + 5 min 17 s         |
| 5e                 | François Mahé         | France               | Ouest - Sud-Ouest     | + 8 min 22 s         |
| 6e                 | Ercole Baldini        | Italie               | Italie                | + 10 min 18 s        |
| 7e                 | Jan Adriaensens       | Belgique             | Belgique              | + 10 min 18 s        |
| 8e                 | Jos Hoevenaars        | Belgique             | Belgique              | + 11 min 2 s         |
| 9e                 | Gérard Saint          | France               | Ouest - Sud-Ouest     | + 17 min 40 s        |
| 10e                | Jean Brankart         | Belgique             | Belgique              | + 20 min 38 s        |
| 11e                | Eddy Pauwels          | Belgique             | Belgique              | + 22 min 20 s        |
| 12e                | Charly Gaul           | Luxembourg           | Pays-Bas / Luxembourg | + 23 min 59 s        |
| 13e                | Louis Bergaud         | France               | Centre - Midi         | + 36 min 54 s        |
| 14e                | Fernando Manzaneque   | Espagne              | Espagne               | + 57 min 29 s        |
| 15e                | Jean Dotto            | France               | Centre - Midi         | + 1 h 0 min 4 s      |
| 16e                | André Darrigade       | France               | France                | + 1 h 3 min 1 s      |
| 17e                | Joseph Planckaert     | Belgique             | Belgique              | + 1 h 5 min 0 s      |
| 18e                | Lothar Friedrich (en) | Allemagne de l'Ouest | Suisse / Allemagne    | + 1 h 11 min 51 s    |
| 19e                | Brian Robinson        | Royaume-Uni          | Internationaux        | + 1 h 12 min 11 s    |
| 20e                | Michel Vermeulin      | France               | Paris - Nord-Est      | + 1 h 16 min 10 s    |
| 21e                | Rolf Graf             | Suisse               | Suisse / Allemagne    | + 1 h 19 min 32 s    |
| 22e                | Michel Van Aerde      | Belgique             | Belgique              | + 1 h 19 min 35 s    |
| 23e                | Armand Desmet         | Belgique             | Belgique              | + 1 h 23 min 7 s     |
| 24e                | Joseph Thomin         | France               | Ouest - Sud-Ouest     | + 1 h 33 min 34 s    |
| 25e                | Marcel Janssens       | Belgique             | Belgique              | + 1 h 40 min 39 s    |
| modifier           |                       |                      |                       |                      |

### Classements annexes finals
| Classement par points, | Classement par points,          | Classement par points, | Classement par points,        | Classement par points, |
| ---------------------- | ------------------------------- | ---------------------- | ----------------------------- | ---------------------- |
|                        | Coureur                         | Pays                   | Équipe                        | Point(s)               |
| 1er                    | André Darrigade                 | France                 | France                        | 613 points             |
| 2e                     | Gérard Saint                    | France                 | Ouest - Sud-Ouest             | 524 pts                |
| 3e                     | Jacques Anquetil                | France                 | France                        | 503 pts                |
| 4e                     | Federico Bahamontes Charly Gaul | Espagne Luxembourg     | Espagne Pays-Bas / Luxembourg | 425 pts                |
| 6e                     | Rolf Graf                       | Suisse                 | Suisse / Allemagne            | 394 pts                |
| 7e                     | Roger Rivière                   | France                 | France                        | 390 pts                |
| 8e                     | Jos Hoevenaars                  | Belgique               | Belgique                      | 387 pts                |
| 9e                     | Henry Anglade                   | France                 | Centre - Midi                 | 383 pts                |
| 10e                    | Michel Van Aerde                | Belgique               | Belgique                      | 366 pts                |
| modifier               |                                 |                        |                               |                        |

| Classement du Prix du meilleur grimpeur, | Classement du Prix du meilleur grimpeur, | Classement du Prix du meilleur grimpeur, | Classement du Prix du meilleur grimpeur, | Classement du Prix du meilleur grimpeur, |
| ---------------------------------------- | ---------------------------------------- | ---------------------------------------- | ---------------------------------------- | ---------------------------------------- |
|                                          | Coureur                                  | Pays                                     | Équipe                                   | Point(s)                                 |
| 1er                                      | Federico Bahamontes                      | Espagne                                  | Espagne                                  | 73 points                                |
| 2e                                       | Charly Gaul                              | Luxembourg                               | Pays-Bas / Luxembourg                    | 68 pts                                   |
| 3e                                       | Gérard Saint                             | France                                   | Ouest - Sud-Ouest                        | 65 pts                                   |
| 4e                                       | Valentin Huot                            | France                                   | Centre - Midi                            | 42 pts                                   |
| 5e                                       | Roger Rivière                            | France                                   | France                                   | 27 pts                                   |
| 6e                                       | Louis Bergaud                            | France                                   | Centre - Midi                            | 24 pts                                   |
| 7e                                       | Adolf Christian Michele Gismondi         | Autriche Italie                          | Internationaux Italie                    | 19 pts                                   |
| 9e                                       | Henry Anglade                            | France                                   | Centre - Midi                            | 15 pts                                   |
| 10e                                      | François Mahé                            | France                                   | Ouest - Sud-Ouest                        | 14 pts                                   |
| modifier                                 |                                          |                                          |                                          |                                          |

| Classement par équipes, | Classement par équipes, | Classement par équipes,       | Classement par équipes, |
|                         | Équipe                  | Pays                          | Temps                   |
| ----------------------- | ----------------------- | ----------------------------- | ----------------------- |
| 1re                     | Belgique                | Belgique                      | en 372 h 2 min 13 s     |
| 2e                      | France                  | France                        | + 31 min 25 s           |
| 3e                      | Centre - Midi           | France                        | + 59 min 1 s            |
| 4e                      | Ouest - Sud-Ouest       | France                        | + 1 h 17 min 38 s       |
| 5e                      | Espagne                 | Espagne                       | + 2 h 17 min 22 s       |
| 6e                      | Italie                  | Italie                        | + 3 h 11 min 27 s       |
| 7e                      | Pays-Bas / Luxembourg   | Pays-Bas / Luxembourg         | + 3 h 15 min 0 s        |
| 8e                      | Suisse / Allemagne      | Suisse / Allemagne de l'Ouest | + 4 h 11 min 47 s       |
| 9e                      | Internationaux          | —                             | + 4 h 34 min 57 s       |
| 10e                     | Paris - Nord-Est        | France                        | + 4 h 45 min 19 s       |
| modifier                |                         |                               |                         |

| Classement de la combativité | Classement de la combativité    | Classement de la combativité | Classement de la combativité     | Classement de la combativité |
| ---------------------------- | ------------------------------- | ---------------------------- | -------------------------------- | ---------------------------- |
|                              | Coureur                         | Pays                         | Équipe                           | Point(s)                     |
| 1er                          | Gérard Saint                    | France                       | Ouest - Sud-Ouest                | 243 points                   |
| 2e                           | Henry Anglade                   | France                       | Centre - Midi                    | 169 pts                      |
| 3e                           | Federico Bahamontes             | Espagne                      | Espagne                          | 102 pts                      |
| 4e                           | Michele Gismondi Rolf Graf      | Italie Suisse                | Italie Suisse / Allemagne        | 101 pts                      |
| 6e                           | Brian Robinson Marcel Queheille | Royaume-Uni France           | Internationaux Ouest - Sud-Ouest | 84 pts                       |
| 8e                           | Eddy Pauwels                    | Belgique                     | Belgique                         | 82 pts                       |
| 9e                           | Valentin Huot                   | France                       | Centre - Midi                    | 75 pts                       |
| 10e                          | Louis Bergaud                   | France                       | Centre - Midi                    | 68 pts                       |
| modifier                     |                                 |                              |                                  |                              |

### Évolution des classements
| Étape              | Vainqueur           | Classement général  | Classement par points | Classement de la montagne     | Classement par équipes | Classement de la combativité | Classement de la combativité |
| Étape              | Vainqueur           | Classement général  | Classement par points | Classement de la montagne     | Classement par équipes | Étape                        | Leader                       |
| ------------------ | ------------------- | ------------------- | --------------------- | ----------------------------- | ---------------------- | ---------------------------- | ---------------------------- |
| 1                  | André Darrigade     | André Darrigade     | André Darrigade       | Louis Bergaud                 | France                 | Louis Bergaud                | Louis Bergaud                |
| 2                  | Vito Favero         | André Darrigade     | André Darrigade       | Louis Bergaud                 | France                 | Jean-Claude Annaert          | Louis Bergaud                |
| 3                  | Robert Cazala       | Robert Cazala       | André Darrigade       | Louis Bergaud et Eddy Pauwels | France                 | Eddy Pauwels                 | Eddy Pauwels                 |
| 4                  | Dino Bruni          | Robert Cazala       | André Darrigade       | Louis Bergaud et Eddy Pauwels | France                 | Piet van Est                 | Piet van Est                 |
| 5                  | Jean Graczyk        | Robert Cazala       | André Darrigade       | Louis Bergaud et Eddy Pauwels | France                 | Francis Pipelin              | Piet van Est                 |
| 6                  | Roger Rivière       | Robert Cazala       | André Darrigade       | Louis Bergaud et Eddy Pauwels | France                 | Gérard Saint                 | Piet van Est                 |
| 7                  | Roger Hassenforder  | Robert Cazala       | André Darrigade       | Louis Bergaud et Eddy Pauwels | France                 | Jos Hoevenaars               | Piet van Est                 |
| 8                  | Michel Dejouhannet  | Robert Cazala       | André Darrigade       | Louis Bergaud et Eddy Pauwels | France                 | Seamus Elliott               | Piet van Est                 |
| 9                  | Marcel Queheille    | Eddy Pauwels        | André Darrigade       | Louis Bergaud et Eddy Pauwels | Belgique               | Marcel Queheille             | Piet van Est                 |
| 10                 | Marcel Janssens     | Michel Vermeulin    | André Darrigade       | Armand Desmet                 | Belgique               | Gérard Saint                 | Gérard Saint                 |
| 11                 | André Darrigade     | Michel Vermeulin    | André Darrigade       | Federico Bahamontes           | Belgique               | Valentin Huot                | Gérard Saint                 |
| 12                 | Rolf Graf           | Michel Vermeulin    | André Darrigade       | Federico Bahamontes           | Belgique               | Manuel Busto                 | Gérard Saint                 |
| 13                 | Henry Anglade       | Jos Hoevenaars      | André Darrigade       | Federico Bahamontes           | Belgique               | Federico Bahamontes          | Henry Anglade                |
| 14                 | André Le Dissez     | Jos Hoevenaars      | André Darrigade       | Federico Bahamontes           | Belgique               | André Le Dissez              | Gérard Saint                 |
| 15                 | Federico Bahamontes | Jos Hoevenaars      | André Darrigade       | Federico Bahamontes           | Belgique               | Victor Sutton (en)           | Henry Anglade                |
| 16                 | Dino Bruni          | Eddy Pauwels        | André Darrigade       | Federico Bahamontes           | Belgique               | Non décerné                  | Gérard Saint                 |
| 17                 | Charly Gaul         | Federico Bahamontes | André Darrigade       | Federico Bahamontes           | Belgique               | Charly Gaul                  | Gérard Saint                 |
| 18                 | Ercole Baldini      | Federico Bahamontes | André Darrigade       | Federico Bahamontes           | Belgique               | Michele Gismondi             | Gérard Saint                 |
| 19                 | Rolf Graf           | Federico Bahamontes | André Darrigade       | Federico Bahamontes           | Belgique               | Rolf Graf                    | Gérard Saint                 |
| 20                 | Brian Robinson      | Federico Bahamontes | André Darrigade       | Federico Bahamontes           | Belgique               | Brian Robinson               | Gérard Saint                 |
| 21                 | Roger Rivière       | Federico Bahamontes | André Darrigade       | Federico Bahamontes           | Belgique               | Jan Adriaensens              | Gérard Saint                 |
| 22                 | Joseph Groussard    | Federico Bahamontes | André Darrigade       | Federico Bahamontes           | Belgique               | Non décerné                  | Gérard Saint                 |
| Classements finals | Classements finals  | Federico Bahamontes | André Darrigade       | Federico Bahamontes           | Belgique               | Gérard Saint                 | Gérard Saint                 |

## Liste des coureurs
La liste ci-dessous présente les coureurs inscrits par numéro de dossard.
| Légende | Légende                                                                    | Légende | Légende                                                    |
| ------- | -------------------------------------------------------------------------- | ------- | ---------------------------------------------------------- |
| Num     | Dossard de départ porté par le coureur sur ce Tour                         | Pos     | Position à l'arrivée de la course                          |
|         | Indique un maillot de champion national ou mondial, suivi de sa spécialité | NP      | Indique un coureur qui n'a pas pris le départ de la course |
| AB      | Indique un coureur qui n'a pas terminé la course                           | HD      | Indique un coureur qui a terminé la course hors des délais |

| Pays-Bas / Luxembourg               | Pays-Bas / Luxembourg      | Pays-Bas / Luxembourg |
| ----------------------------------- | -------------------------- | --------------------- |
| Num                                 | Coureur                    | Pos                   |
| 1                                   | Charly Gaul (LUX)          | 12e                   |
| 2                                   | Aldo Bolzan (ITA)          | 45e                   |
| 3                                   | Marcel Ernzer (LUX)        | 33e                   |
| 4                                   | Jempy Schmitz (LUX)        | AB-10                 |
| 5                                   | Piet Damen (NED)           | 27e                   |
| 6                                   | Daan de Groot (NED)        | AB-10                 |
| 7                                   | Piet de Jongh (NED)        | AB-14                 |
| 8                                   | Jaap Kersten (NED)         | 50e                   |
| 9                                   | Abraham Kool (NED)         | AB-14                 |
| 10                                  | Martin van den Borgh (NED) | AB-13                 |
| 11                                  | Piet van Est (NED)         | AB-13                 |
| 12                                  | Gerrit Voorting (NED)      | AB-14                 |
| Directeur sportif : Jean Goldschmit |                            |                       |

| Belgique                       | Belgique                      | Belgique |
| ------------------------------ | ----------------------------- | -------- |
| Num                            | Coureur                       | Pos      |
| 21                             | Jan Adriaensens (BEL)         | 7e       |
| 22                             | Jean Brankart (BEL)           | 10e      |
| 23                             | Kamiel Buysse (BEL)           | 61e      |
| 24                             | Alfred De Bruyne (BEL)        | 31e      |
| 25                             | Armand Desmet (BEL)           | 23e      |
| 26                             | Jos Hoevenaars (BEL)          | 8e       |
| 27                             | Marcel Janssens (BEL)         | 25e      |
| 28                             | Eddy Pauwels (BEL)            | 11e      |
| 29                             | Jozef Planckaert (BEL)        | 17e      |
| 30                             | Michel Van Aerde (BEL)        | 22e      |
| 31                             | Martin Van Geneugden (BEL)    | 53e      |
| 32                             | Guillaume Van Tongerloo (BEL) | AB-10    |
| Directeur sportif : Jean Aerts |                               |          |

| Italie                            | Italie                     | Italie |
| --------------------------------- | -------------------------- | ------ |
| Num                               | Coureur                    | Pos    |
| 41                                | Pierino Baffi (ITA)        | 60e    |
| 42                                | Ercole Baldini (ITA)       | 6e     |
| 43                                | Waldemaro Bartolozzi (ITA) | 57e    |
| 44                                | Dino Bruni (ITA)           | 64e    |
| 45                                | Aurelio Cestari (ITA)      | 38e    |
| 46                                | Nello Fabbri (ITA)         | 42e    |
| 47                                | Roberto Falaschi (ITA)     | AB-22  |
| 48                                | Giuseppe Fallarini (ITA)   | AB-12  |
| 49                                | Vito Favero (ITA)          | AB-11  |
| 50                                | Michele Gismondi (ITA)     | 30e    |
| 51                                | Arrigo Padovan (ITA)       | 52e    |
| 52                                | Ernesto Bono (ITA)         | 36e    |
| Directeur sportif : Alfredo Binda |                            |        |

| France                           | France                   | France |
| -------------------------------- | ------------------------ | ------ |
| Num                              | Coureur                  | Pos    |
| 61                               | Jacques Anquetil (FRA)   | 3e     |
| 62                               | Louison Bobet (FRA)      | AB-18  |
| 63                               | Robert Cazala (FRA)      | 32e    |
| 64                               | André Darrigade (FRA)    | 16e    |
| 65                               | Pierre Everaert (FRA)    | AB-13  |
| 66                               | Raphaël Géminiani (FRA)  | 28e    |
| 67                               | Jean Graczyk (FRA)       | 35e    |
| 68                               | Roger Hassenforder (FRA) | AB-15  |
| 69                               | Raymond Mastrotto (FRA)  | HD-15  |
| 70                               | René Privat (FRA)        | AB-16  |
| 71                               | Roger Rivière (FRA)      | 4e     |
| 72                               | Jean Stablinski (FRA)    | AB-13  |
| Directeur sportif : Marcel Bidot |                          |        |

| Espagne                                | Espagne                       | Espagne |
| -------------------------------------- | ----------------------------- | ------- |
| Num                                    | Coureur                       | Pos     |
| 81                                     | Federico Bahamontes (ESP)     | 1er     |
| 82                                     | José Herrero Berrendero (ESP) | AB-13   |
| 83                                     | Juan Campillo (ESP)           | 58e     |
| 84                                     | José Gómez del Moral (ESP)    | 47e     |
| 85                                     | Jesús Galdeano (ESP)          | AB-13   |
| 86                                     | Aniceto Utset (ESP)           | HD-15   |
| 87                                     | René Marigil (ESP)            | AB-19   |
| 88                                     | Fernando Manzaneque (ESP)     | 14e     |
| 89                                     | Luís Otaño (ESP)              | AB-13   |
| 90                                     | Julio San Emeterio (ESP)      | 40e     |
| 91                                     | Carmelo Morales (ESP)         | 43e     |
| 92                                     | Antonio Suárez (ESP)          | AB-13   |
| Directeur sportif : Dalmacio Langarica |                               |         |

| Suisse / Allemagne              | Suisse / Allemagne      | Suisse / Allemagne |
| ------------------------------- | ----------------------- | ------------------ |
| Num                             | Coureur                 | Pos                |
| 101                             | Ernest Ecuyer (SUI)     | AB-13              |
| 102                             | Rolf Graf (SUI)         | 21e                |
| 103                             | Hans Hollenstein (SUI)  | AB-8               |
| 104                             | Emmanuel Plattner (SUI) | AB-13              |
| 105                             | Max Schellenberg (SUI)  | AB-14              |
| 106                             | Attilio Moresi (SUI)    | AB-13              |
| 107                             | Ernst Traxel (SUI)      | 55e                |
| 108                             | Otto Altweck (RFA)      | AB-8               |
| 109                             | Lothar Friedrich (RFA)  | 18e                |
| 110                             | Mathias Loder (RFA)     | AB-18              |
| 111                             | Winfried Ommer (RFA)    | AB-8               |
| 112                             | Franz Reitz (RFA)       | 49e                |
| Directeur sportif : Alex Burtin |                         |                    |

| Internationaux                        | Internationaux           | Internationaux |
| ------------------------------------- | ------------------------ | -------------- |
| Num                                   | Coureur                  | Pos            |
| 121                                   | Adolf Christian (AUT)    | 41e            |
| 122                                   | Richard Durlacher (AUT)  | AB-10          |
| 123                                   | Arne Jonsson (DEN)       | AB-9           |
| 124                                   | Ole-Bent Retvig (DEN)    | AB-7           |
| 125                                   | John Andrews (GBR)       | AB-3           |
| 126                                   | Tony Hewson (GBR)        | AB-7           |
| 127                                   | Brian Robinson (GBR)     | 19e            |
| 128                                   | Seamus Elliott (IRL)     | HD-14          |
| 129                                   | Vic Sutton (GBR)         | 37e            |
| 130                                   | Tadeusz Wierucki (POL)   | AB-20          |
| 131                                   | Antonino Baptista (POR)  | HD-19          |
| 132                                   | José Sousa Cardoso (POR) | AB-17          |
| Directeur sportif : Sauveur Ducazeaux |                          |                |

| Centre - Midi                       | Centre - Midi            | Centre - Midi |
| ----------------------------------- | ------------------------ | ------------- |
| Num                                 | Coureur                  | Pos           |
| 141                                 | Jean Anastasi (FRA)      | AB-4          |
| 142                                 | Henry Anglade (FRA)      | 2e            |
| 143                                 | Louis Bergaud (FRA)      | 13e           |
| 144                                 | Louis Bisilliat (FRA)    | 65e           |
| 145                                 | Manuel Busto (FRA)       | 39e           |
| 146                                 | Michel Dejouhannet (FRA) | HD-13         |
| 147                                 | Jean Dotto (FRA)         | 15e           |
| 148                                 | Jean Forestier (FRA)     | 34e           |
| 149                                 | Bernard Gauthier (FRA)   | AB-13         |
| 150                                 | Valentin Huot (FRA)      | 48e           |
| 151                                 | Marcel Rohrbach (FRA)    | 51e           |
| 152                                 | Louis Rostollan (FRA)    | 59e           |
| Directeur sportif : Adolphe Deledda |                          |               |

| Paris - Nord-Est                | Paris - Nord-Est           | Paris - Nord-Est |
| ------------------------------- | -------------------------- | ---------------- |
| Num                             | Coureur                    | Pos              |
| 161                             | Jean-Claude Annaert (FRA)  | AB-18            |
| 162                             | Jean Hoffmann (FRA)        | AB-15            |
| 163                             | Jacques Champion (FRA)     | AB-7             |
| 164                             | Édouard Delberghe (FRA)    | 54e              |
| 165                             | Raymond Hoorelbeke (FRA)   | 29e              |
| 166                             | Stéphane Lach (FRA)        | AB-19            |
| 167                             | André Le Dissez (FRA)      | AB-16            |
| 168                             | Jean-Claude Lefebvre (FRA) | HD-14            |
| 169                             | Orphée Meneghini (FRA)     | AB-19            |
| 170                             | René Pavard (FRA)          | AB-13            |
| 171                             | Jean Robic (FRA)           | HD-20            |
| 172                             | Michel Vermeulin (FRA)     | 20e              |
| Directeur sportif : Jean Mazier |                            |                  |

| Ouest - Sud-Ouest                 | Ouest - Sud-Ouest      | Ouest - Sud-Ouest |
| --------------------------------- | ---------------------- | ----------------- |
| Num                               | Coureur                | Pos               |
| 181                               | Max Bleneau (FRA)      | 63e               |
| 182                               | Albert Bouvet (FRA)    | AB-13             |
| 183                               | Jean Gainche (FRA)     | AB-18             |
| 184                               | Joseph Groussard (FRA) | 56e               |
| 185                               | Félix Lebuhotel (FRA)  | 46e               |
| 186                               | François Mahé (FRA)    | 5e                |
| 187                               | Fernand Picot (FRA)    | 44e               |
| 188                               | Francis Pipelin (FRA)  | AB-14             |
| 189                               | Marcel Queheille (FRA) | 26e               |
| 190                               | Gérard Saint (FRA)     | 9e                |
| 191                               | Tino Sabbadini (FRA)   | 62e               |
| 192                               | Joseph Thomin (FRA)    | 24e               |
| Directeur sportif : Paul Le Drogo |                        |                   |

## Documentaire
- 2010 : Mystères d'archives épisode 1959 : Le Tour de France